# Jan Václav Kašpar
Jan Václav Kašpar, křtěný Jan Nepomucký Bohuslav (15. dubna 1908, Ústí nad Orlicí – 21. září 1984, Praha) byl český mineralog. 

## Život
Jan Václav Kašpar se narodil v Ústí nad Orlicí v rodině stavebního dílovedoucího Jana Kašpara a jeho ženy Marie rodem Brožková z Ústí nad Orlicí, dcery tkalce. Po druhé světové válce působil jako děkan Fakulty chemické ČVUT v Praze. V roce 1952, kdy byl jmenován profesorem, se na dvouleté období stal prvním rektorem samostatné Vysoké školy chemicko-technologické v Praze. Mezi roky 1956–1964 vedl Ústav geochemie a nerostných surovin ČSAV. V roce 1960 se stal členem korespondentem ČSAV.
Pracoval v oborech krystalochemie a geochemie. Přeložil a napsal několik knih, např.: Svět krystalů, Surovinové zdroje průmyslu, Přírodní zdroje v ČSSR a Nerostné suroviny.